# Hit-the-Trail Holliday
Hit-the-Trail Holliday è un film muto del 1918 diretto da Marshall Neilan.
Il soggetto del film è firmato da George M. Cohan che era l'autore della commedia originale andata in scena con grande successo a Broadway all'Astor Theatre il 13 settembre 1915. Sul palcoscenico, il protagonista Billy Holliday era interpretato da Fred Niblo, mentre nel film il ruolo lo ricoprì lo stesso Cohan

## Trama
A New York, Bill Holliday perde il suo lavoro di barista perché si è rifiutato si servire alcoolici a minorenni. Trova un nuovo lavoro dal birraio Otto Wurst, ma deve però trasferirsi in un piccolo paese. Qui, si innamora di Edith, la figlia di Burr Jason, il proprietario dell'albergo dove Bill ha trovato alloggio. I Jason, padre e figlia, sono due attivisti della lotta per la temperanza e Bill si unisce ai loro sforzi per commercializzare una nuova bevanda analcolica che si chiama Bevo. A un raduno di proibizionisti, l'intervento di Bill provoca un grande entusiasmo e il suo discorso induce molti degli abitanti a unirsi al movimento per la temperanza. I dipendenti della birreria di Wurst, però, temendo di perdere il loro lavoro, scendono in strada decisi di attaccare Bill. La folla viene dispersa con i razzi, ma agli operai viene offerta la possibilità di andare a lavorare all'imbottigliamento del Bevo. Billy e Edit si sposano, decisi a continuare la loro battaglia in favore del proibizionismo.

## Produzione
Il film fu prodotto dalla Famous Players-Lasky Corporation.

## Distribuzione
Distribuito dall'Artcraft Pictures Corporation e dalla Famous Players-Lasky Corporation, uscì nelle sale cinematografiche statunitensi nel 1918.